# Anolis guamuhaya
Espèce
Synonymes
- Chamaeleolis guamuhaya Garrido, Pérez-Beato & Moreno, 1991
- Xiphosurus guamuhaya (Garrido, Pérez-Beato & Moreno, 1991)

Anolis guamuhaya est une espèce de sauriens de la famille des Dactyloidae. 

## Répartition
Cette espèce est endémique de Cuba.

## Publication originale
- Garrido, Pérez-Beato & Moreno, 1991 : Nueva especie de Chamaeleolis (Lacertilia: Iguanidae) para Cuba. Caribbean Journal of Science, vol. 27, no 3/4, p. 162-168.